# リチャード・ガン
リチャード・ガン(Richard Gunn、1871年2月16日 - 1961年6月23日)は、イギリスのボクシング選手である。オリンピックにおけるボクシング競技で優勝した最高齢の人物として知られる。この時、彼は37歳と254日だった。ロンドンのチャリング・クロスで生まれ、ロンドンのランベスで死去した。
ガンは、父親のイーストエンドでの仕立て屋の仕事を手伝い始めた後、1893年からSurrey Commercial Docks Boxing Clubでボクシングを始めた。1894年から1896年にはイギリスのアマチュアチャンピオンになった。当時のアマチュアでは群を抜いて強く、当局はアマチュアボクシング協会のタイトルの3度目の防衛を果たした後に引退するよう勧めた。ガンはそれに従ったが、10年以上に渡ってアマチュアボクシング協会で勤務した後の1908年に、オリンピックに出場して優勝した。ガンは90歳の時にロンドンで亡くなったが、15年間で1度負けを喫しただけだった。